# Nico Chona
 (avril 2024).
Nico Chona est un musicien français, auteur-compositeur, batteur, guitariste et chanteur. Il est également cofondateur et présentateur de la chaîne Youtube Tone Factory.

## Biographie
Nico est né et a grandi près de Lyon, en France, dans une famille de musiciens. Son père, guitariste, l’a majoritairement influencé dans ses choix musicaux. C’est sa tante, la chanteuse Shona, qui eu un succès avec le single "Elodie mon rêve" (sorti en 1988 chez EMI Pathé-Marconi), qui va l’introduire à la batterie alors qu’il n’a pas encore 3 ans. 
Nico suivra ensuite des cours de batterie dès l’âge de 5 ans et rejoindra l’école Dante Agostini de Lyon, d’où il sortira en 2009, avec un premier prix à l’unanimité du jury. Assez jeune, il est également très attiré par la guitare. Il emprunte rapidement la Gibson de son père pour apprendre l’instrument en autodidacte, en s’inspirant d’artistes tels que Billy Gibbons avec ZZTop, Eric Clapton avec John Mayall & the Bluesbreakers et Cream, Dickey Betts avec The Allman Brothers Band ou encore Jimi Hendrix.
Il commence à composer à la guitare dès ses 14 ans, principalement pour ses propres groupes, dans lesquels il officie à la batterie. En parallèle il est batteur dans des formations de styles divers, quartet jazz, big bands, rock progressif, etc. et tournera en France et en Europe. Dès 2007, il commence à se produire sur scène en tant que guitariste et chanteur. 
De 2008 à 2015, il donne aussi des cours de batterie et travaille dans un magasin de guitare où il développera ses connaissances techniques et historiques de l’instrument.
En 2017, il forme son groupe actuel, un quartet qui portera son nom et avec lequel il fait plusieurs tournées à travers l’Europe. Il compose, écrit et réalise deux albums : Nico Chona & The Freshtones (2019), Old Western Star (sorti sur le label Bullit Records en 2020). Il sort aussi un deux titres (I was Ready - 2020) et un EP de blues acoustique (Modern Delta - 2021 - Bullit Records).
Les pochettes des albums "Old Western Star" et "I Was Ready" sont signées Alain Bertrand, artiste-peintre, maître de l'hyperréalisme avec qui il s'est lié d'amitié. En 2021, Georges Lang a un coup de cœur pour la pochette de "Old Western Star" et découvre ainsi l'album. Il diffusera le titre "Your Time" dans son émission "Les Nocturnes" sur RTL.
En 2018, il rencontre Dimitri Lazardeux, vidéaste et ancien pilote, avec qui il partage la passion automobile. Ils décident ensemble de fonder la chaîne Youtube Tone Factory, dont Nico est le présentateur en parallèle de sa carrière musicale. Cette chaîne est rapidement devenue une référence en France, proposant des essais de matériel de guitare et de batterie, des tutoriels, des interviews, mais aussi des reportages comme ceux du NAMM Show de Los Angeles ou encore la visite de l'usine Music Man en Californie. En 2024, elle dépasse les 75.000 abonnés et rassemble plus de 600 épisodes et des dizaines de millions de vues.
Il est régulièrement invité sur des projets musicaux tels que United Guitars ou encore Wikidrummer.
En 2022, il a enregistré un titre de Jean-Marie Ecay (Plug-in) avec le guitariste américain Robben Ford (Miles Davis, Joni Mitchell, George Harrison…) pour United Guitars Vol.4.
Il a partagé la scène avec des artistes tels que Kamil Rustam, Yarol Poupaud, Laurent Vernerey, Nicolas Viccaro, Manu Katché, Randy Kerber.
Il a eu l’occasion d’interviewer Billy Gibbons (ZZTop) et Rich Robinson (The Black Crowes) pour le magazine Guitare Xtreme.
Il est endorsé par la marque de cordes américaine Ernie Ball.
Il possède un modèle d'ampli signature, le "Bluebird" chez KelT Amplification.

## Discographie
- Nico Chona & The Freshtones (2019)
- Old Western Star (2020)
- I Was Ready (2020)
- Modern Delta (2021)